# Troféu Cidade de Palma de Mallorca de 1988
O Troféu Cidade de Palma de Mallorca de 1988 foi um torneio de caráter amistoso, realizado em Palma de Mallorca, Espanha, no ano de 1988, contando com a participação de quatro equipes de três países diferentes. O torneio foi vencido pelo Botafogo de Futebol e Regatas.

## Equipes participantes
| Equipe       | Cidade            | País      | Em 1987 | Títulos (até esta edição)         |
| ------------ | ----------------- | --------- | ------- | --------------------------------- |
| Boca Juniors | Buenos Aires      | Argentina | –       | 0                                 |
| Botafogo     | Rio de Janeiro    | Brasil    | –       | 0                                 |
| Barcelona    | Barcelona         | Espanha   | –       | 5 (1969, 1974, 1979, 1981 e 1986) |
| Mallorca     | Palma de Mallorca | Espanha   | 1°      | 1 (1987)                          |

## Partidas

### Semifinais
| 12 de Agosto de 1988 | Mallorca | 0 (2) – (4) 0 | Barcelona | Estadio Luis Sitjar, Palma de Mallorca |
|                      |          |               |           |                                        |

| 12 de Agosto de 1988 | Boca Juniors     | 1 – 3 | Botafogo                                     | Estadio Luis Sitjar, Palma de Mallorca |
|                      | Correa 22' (pen) |       | Josimar 11' · Carlos Magno 46' · Helinho 70' |                                        |

### Disputa de terceiro lugar
| 13 de Agosto de 1988 | Mallorca                 | 2 – 1 | Boca Juniors | Estadio Luis Sitjar, Palma de Mallorca |
|                      | Guillermo 31' · Sala 90' |       | Salas 71'    |                                        |

### Final
| 13 de Agosto de 1988 | Botafogo    | 1 – 0 | Barcelona | Estadio Luis Sitjar, Palma de Mallorca |
|                      | Marinho 22' |       |           |                                        |

## Premiação
| Taça Cidade Palma de Mallorca de 1988 |
| Brasil.                               |
| ------------------------------------- |
| Botafogo Campeão (1º título)          |

## Jogadores do Botafogo que participaram do Torneio
Botafogo: Ricardo Cruz, Josimar, Wilson Gottardo, Mauro Galvão e Renato Martins; Luisinho (Vítor), Carlos Magno e Paulinho Criciúma; Marinho, Mazolinha e Helinho (Gilmar Popoca). Técnico: João Carlos Batista Pinheiro.
1. ↑  FogãoNET (10 de maio de 2020). «Esse dia foi fogo: Botafogo 1×0 Barcelona, a 'porteira quebrada' para o fim do jejum de títulos». FogãoNET. Consultado em 5 de dezembro de 2024